# Gud, jag vet du allt kan göra
Gud, jag vet du allt kan göra är en psalm med text och musik skriven 1956 av Egon Zandelin.

## Publicerad i
- Segertoner 1988 som nr 598 under rubriken "Efterföljd – helgelse".[1]